# Exogone atlantica
Exogone atlantica är en ringmaskart som beskrevs av Thomas H. Perkins 1981. Exogone atlantica ingår i släktet Exogone och familjen Syllidae. Inga underarter finns listade i Catalogue of Life.